# Michel Brown
Misael Browarnik Beiguel, ismertebb nevén Michel Brown (Buenos Aires, Argentína, 1976. június 10. –) argentin színész.

## Élete és pályafutása
Misael Browarnik Beiguel néven született 1976. június 10-én Buenos Airesben. 2002-ben szerepet kapott a Súbete a mi moto című telenovellában a TV Aztecánál. 2003-ban megkapta Franco Reyes szerepét a Pasión de Gavilanesben Natasha Klauss és Zharick León mellett. 2006-ban Diego szerepét játszotta a Szerelempiac című sorozatban. 2012-ben a Los Rey című telenovellában főszerepet játszott Rossana Nájera mellett.

## Filmográfia
- 2013: Mentiras perfectas - Santiago Ucrós
- 2012: Los Rey - Matias Rey San Vicente
- 2012: A corazón abierto - Tomas Ballesteros
- 2010: Mentes en Shock - Diego Terra
- 2012: Correo de inocentes - Gerardo
- 2012: Pillangó-Az alvilág úrnője  (La Mariposa) - Manuel "Amaury" Martínez
- 2011: Decisiones-Las mil amigos - Sebastián
- 2009: El fantasma del Gran Hotel - Miguel Toro
- 2008: Física o química - Miguel Belaza
- 2007: Madre Luna - Ángel Cisneros Portillo
- 2006: Decisiones - Profeta en Tierra Lejana - Michel
- 2006: Szerelempiac (Amores de mercado) - Diego "El Rayo" Valdez
- 2005: Decisiones - Motivos para odiar - Pablo
- 2005: Decisiones  - Daniel
- 2005: A tortas con la vida
- 2005: Aquí no hay quien viva
- 2004: Te voy a enseñar a querer - Pablo Méndez
- 2003: Pasión de Gavilanes - Franco Reyes
- 2003: Enamórate - Mariano
- 2002: Súbete a mi moto - Ricardo
- 2001: Lo que es el amor - Christian Ocampo
- 1999: DKDA Sueños de juventud - David
- 1998: Las chicas de enfrente - Facundo Arias
- 1997: Chiquititas - Tomas "Tommy"
- 1994: Life collage